# Sárgacsőrű esőkakukk
A sárgacsőrű esőkakukk (Coccyzus americanus) a madarak osztályának kakukkalakúak (Cuculiformes) rendjébe, ezen belül a kakukkfélék (Cuculidae) családjába tartozó faj.

## Előfordulása
Kanadától Mexikóig költ. Telelni Közép-Amerikába és Dél-Amerikába, Argentína északi részéig vonul. Kóborló példányai előfordulnak Európa nyugati részén.

## Megjelenése
Testhossza 26–32 centiméter, szárnyfesztávolsága pedig 43 centiméter. Csőre sárga színű.

## Életmódja
Tápláléka rovarokból, kis állatokból és gyümölcsökből áll.

## Szaporodása

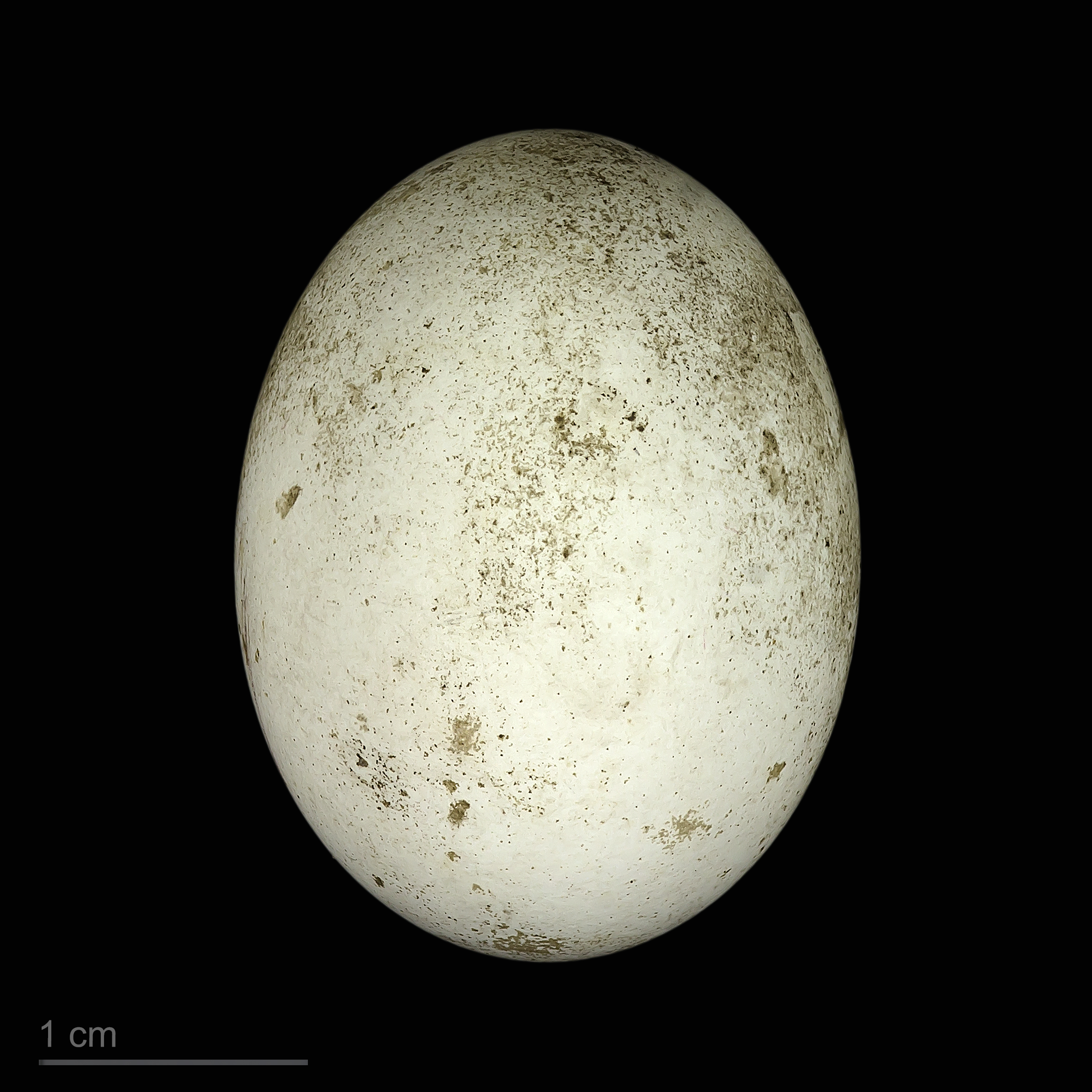
Coccyzus americanus

Nem fészekparazita. Egy fészekaljban 7–9 tojás van, ezeken  14 napig kotlik.

## Rokon fajok
A sárgacsőrű esőkakukk rokona a feketecsőrű esőkakukk (Coccyzus erythropthalmus).